# Záchytný tábor Beli Manastir
Záchytný tábor Beli Manastir (chorvatsky Prihvatni centar Beli Manastir) se nachází v Chorvatsku v regionu Baranja, u hranice s Maďarskem. Zřízen byl v souvislosti s Evropskou migrační krizí v polovině měsíce září 2015.
Záchytný tábor zde byl zřízen v prostorách vojenských kasáren. Kromě toho byly na volných prostorách v areálu umístěny vojenské stany a spací pytle pro uprchlíky. 
V závěru září 2015; nedlouho poté, co Maďarsko uzavřelo svou společnou hranici se Srbskem došlo k přesměrování balkánské trasy na území Chorvatska, a hlavní proud uprchlíků a imigrantů začal v blízkosti obcí Šid, Tovarnik, Ilok a Bapska překračovat hranici do Chorvatska. Chorvatské bezpečnostní složky (policie, armáda) se je rozhodly registrovat a dočasně umístit na různá místa. Vzhledem k tomu, že většina uprchlíků měla zájem pokračovat dále na území Maďarska, bylo jako vhodné místo vybráno město Beli Manastir. Toto město bylo přitom zpočátku považováno za rezervní variantu, kam budou přiváženi autobusy uprchlíci pouze v případě, kdy kapacity tábora Opatovac budou naplněny. Během několika dní počet lidí, kteří byli převezeni do tohoto tábora, překročil šest tisíc, byť tábor byl dimenzován jen na tisícovku lidí. Nedlouho po otevření však byli všichni uprchlíci odvezeni na společnou hranici s Maďarskem, kde pokračovali v cestě. Tábor tak zůstal od 19. září až do 23. září 2015 uzavřen.